# Borboleta-do-manacá
A borboleta-do-manacá (Methona themisto) é uma borboleta da família dos ninfalídeos, que ocorre na mata Atlântica brasileira. Tais borboletas têm asas com detalhes de coloração amarela, branca e negra. Costumam adaptar-se ao ambiente urbano em que há manacás (Brunfelsia pilosa e B. uniflora), planta que serve de alimento para suas lagartas.
As asas podem ter regiões translúcidas. Por esse fato, na região do Rio Grande do Sul, são apelidadas de vitral.

## Comportamento
É comum vê-las voando em locais sombreados e úmidos. Quando capturadas apresentam comportamento de tanatose.

## Reprodução

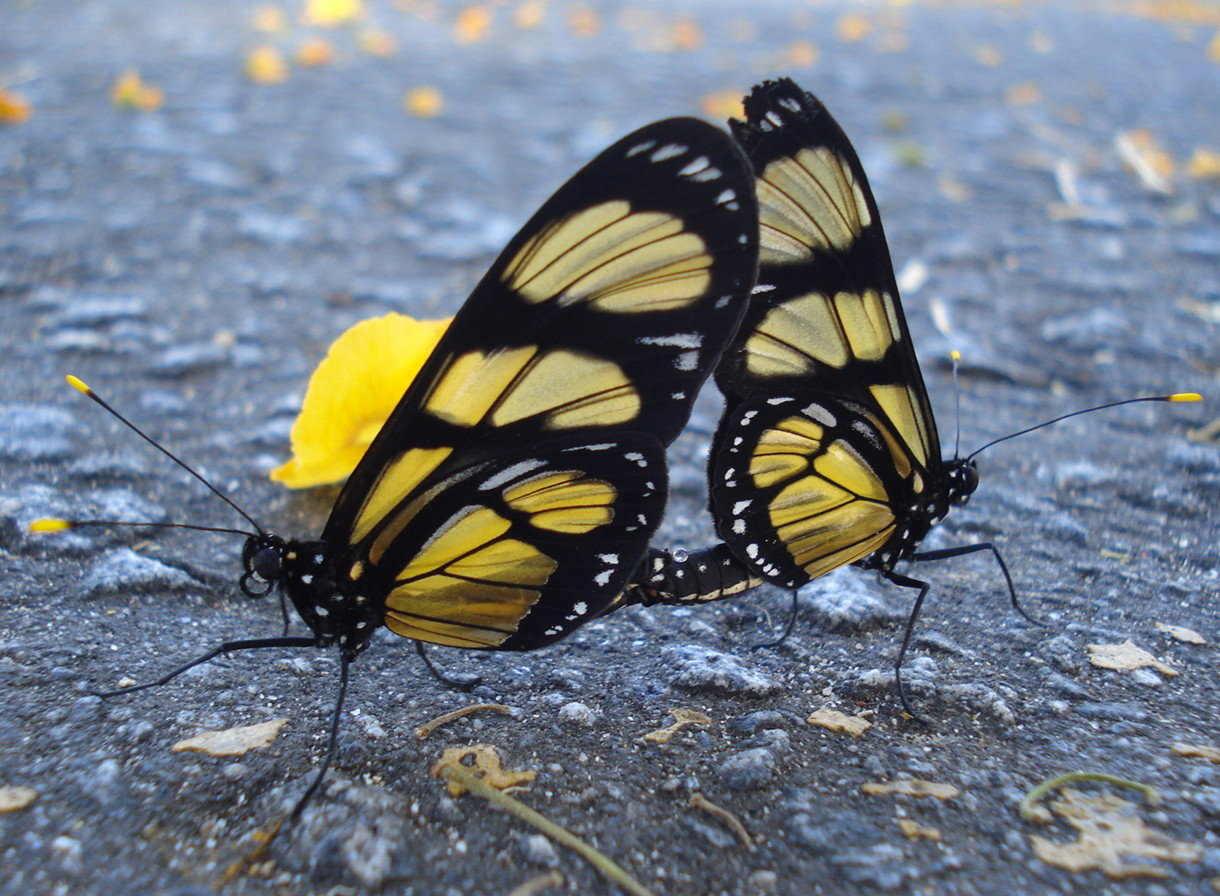
Acasalamento

Após o acasalamento, a fêmea põe os ovos, que são de coloração branca, na face inferior das folhas. A larva é negra com anéis amarelos e leva cerca de 30 dias para atingir o estágio adulto.

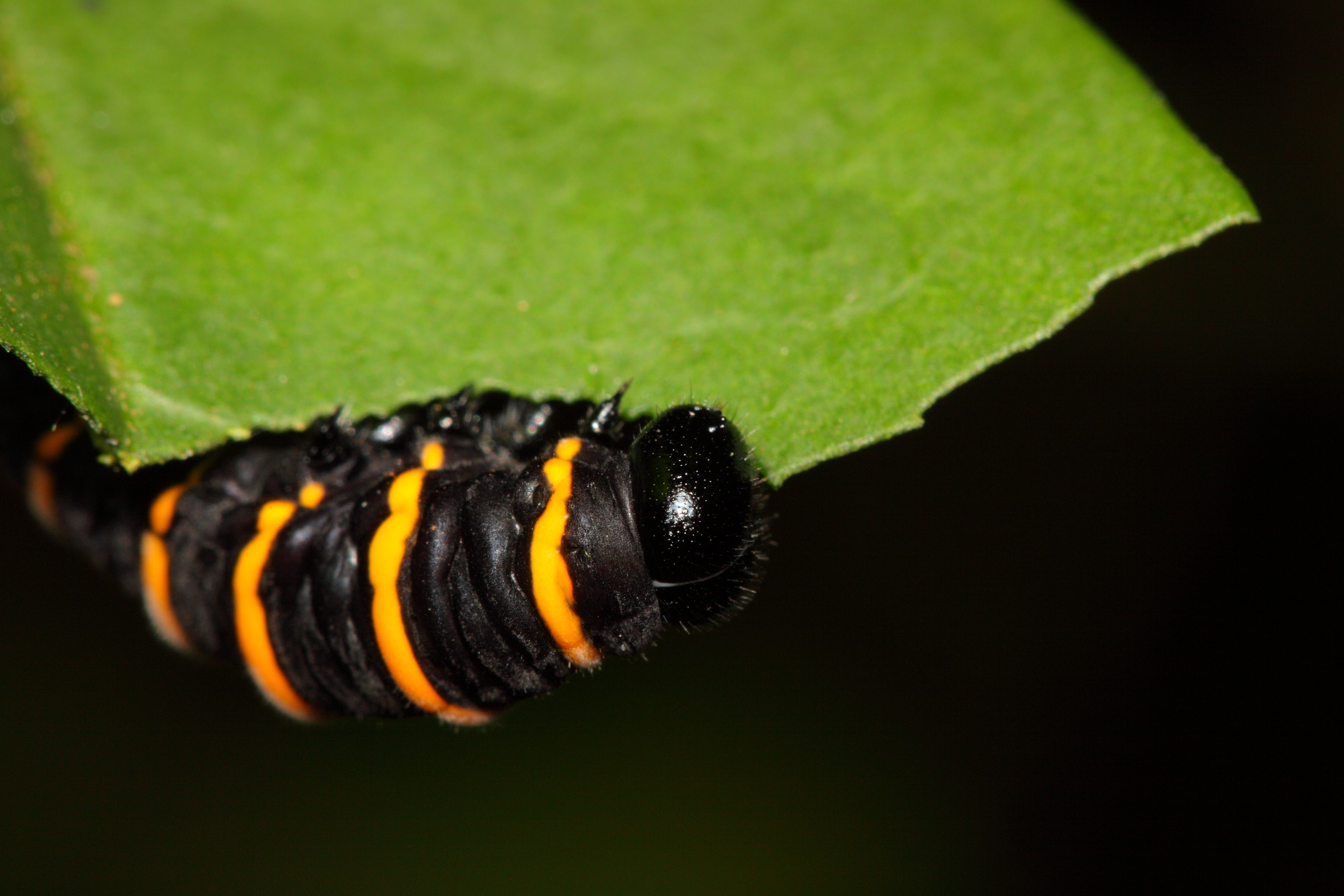
larva